# George Nympton
George Nympton of Nympton-St. George of Nymet-St. George is een civil parish in het bestuurlijke gebied North Devon, in het Engelse graafschap Devon. In 2001 telde het civil parish 149 inwoners.